# Macerata Softball
Il Macerata Softball è una squadra di softball con sede a Macerata. Tra la fine degli anni novanta ed i primi anni duemila divenne una delle squadre più titolate d'Italia e d'Europa.

## Storia
Venne fondato nel 1973; partito dalla Serie C, già l'anno successivo fu promosso in Serie B, campionato che vinse nel 1975. Da allora militò in Serie A2 fino al 1989, quando raggiunse la promozione in Serie A1, la massima serie italiana. I veri successi cominciarono nel 1998 con il primo scudetto, cui ne seguì un secondo insieme alla prima Coppa dei Campioni nel 1999. Il 2000 e il 2001 videro il Macerata trionfare ancora in entrambe le competizioni; visse un periodo di difficoltà nelle stagioni 2002 e 2003, ma vinse il suo ultimo campionato italiano nel 2004, dopo il quale riuscì a salire sul tetto d'Europa altre due volte. Il 2007, che sembrava ancora più promettente, riservò invece un amaro finale di stagione (si arrese nell'ultimo atto della Coppa Campioni contro Forlì).
Nel 2013 la società ripartì dalla Serie B, trovando nel 2015 la promozione in A2. Nel 2020 ha avuto la peggio contro il New Bollate Softball nella finale per la promozione in A1.

## Palmarès
- Campionati italiani: 5

1998, 1999, 2000, 2001, 2004
- Coppe dei Campioni: 5

1999, 2000, 2001, 2005, 2006